# Boeing GA-2
Boeing GA-2 – amerykański ciężki samolot szturmowy (bliskiego wsparcia) z lat 20., zaprojektowany przez United States Army Air Service i budowany w zakładach Boeinga. Dwupłatowy jednosilnikowy GA-2 powstał w wyniku doświadczeń z I wojny światowej i wcześniejszym samolotem Boeing GA-1.
Wraz z GA-1 były to tylko dwie konstrukcje oznaczone w USAAC jako „GA” (Ground Attack).

## Tło historyczne
Pod koniec I wojny światowej w niemieckich siłach powietrznych Luftstreitkräfte stworzono specjalne dywizjony znane jako Schlachstaffeln, których zadaniem było atakowanie i ostrzeliwanie żołnierzy nieprzyjaciela na ziemi. W roli samolotów bliskiego wsparcia powietrznego używano takich myśliwców jak Halberstadt CL.II i V, Hannover CL.III oraz specjalnie zaprojektowany do tego typu zadań samolot – Junkers J 1.  Rewolucyjny J 1 był jednym z pierwszych samolotów o konstrukcji całkowicie metalowej, a jego załoga i silnik były chronione pięcio-milimetrową blachą pancerną. Armia niemiecka wypracowała doktrynę bardzo bliskiej współpracy z samolotami Schlachstaffeln co w późniejszym czasie zaowocowało opracowaniem teorii blitzkriegu i bardzo bliskiej współpracy lotnictwa i sił lądowych. Brytyjczycy także zdawali sobie sprawę ze znaczenia bliskiego wsparcia lotniczego dla żołnierzy na ziemi, do tego celu używano początkowo myśliwców Sopwith Camel, Royal Aircraft Factory S.E.5 oraz Bristol F.2 Fighter, a w późniejszym czasie nieudanego i niepopularnego de Havilland D.H.5 oraz opancerzonego Sopwith Salamander, który jednak dotarł do jednostek zbyt późno aby mógł wziąć udział w wojnie.
Stworzeniem podobnych dywizjonów zainteresował się także United States Army Air Service. Już po wojnie ówczesny jeszcze pułkownik „Billy” Mitchell poświęcił temu zagadnieniu rozdział „Organization and Employment of Attack Squadrons” w jego monografii Provisional Manual of Operations of Air Units, problem zajął się też podpułkownik William C. Sherman w opracowaniu Tentative Manual for the Employment of Air Service.  W 1921 Mitchell zorganizował pierwszy amerykański dywizjon bliskiego wsparcia powietrznego, 3rd Attack Group, opisując zasady jego działania:

W ataku, dywizjony wsparcia powietrznego działają nad własnymi siłami lądowymi i za linią frontu, neutralizując ogień piechoty i artylerii nieprzyjaciela.  W obronie, obecność samolotów wsparcia powietrznego daje znak własnej piechocie, że dowództwo robi wszystko aby pomów ciężko walczącym żołnierzom i podejmuje wszystkie środki aby ich wspomagać w walce

W czasie wojny improwizowane amerykańskie dywizjony szturmowe używały samolotów DH.4, ale jeszcze przed sformowaniu 3rd Attack Group zdecydowano, że powinien on zostać wyposażony w specjalnie zaprojektowane do tego celu samoloty szturmowe.

## Prace projektowe
Zadanie zaprojektowania nowego samolotu powierzono młodemu projektantowi Isaacowi Laddonowi (późniejszemu projektantowi takich słynnych samolotów jak Consolidated PBY Catalina i Consolidated B-24 Liberator, a w późniejszym czasie także Convair B-36 Peacemaker.
W odróżnieniu od wcześniejszego trójpłatowego GA-1, nowy samolot został zaprojektowany jako czystszy aerodynamicznie dwupłat. Zdając sobie sprawę, że podstawowym problemem GA-1 był brak wystarczającej mocy silników, nowa konstrukcja została zaprojektowana wokół powstającego dopiero wówczas silnika Engineering Division W-18 o mocy 750 koni mechanicznych.

## Opis konstrukcji
Boeing GA-2 był jednosilnikowy dwupłatem o standardowej wówczas konstrukcji, całkowicie drewnianej z kadłubem, powierzchniami nośnymi i sterowymi krytymi płótnem i sklejką. Kabiny załogi (pilot i dwóch strzelców) i silnik chronione były blachą pancerną która stanowiła integralną część konstrukcji. Łączna masa opancerzenia o grubości 1/4 cala (6,35 mm) wynosiła 1600 funtów (ok. 725 kg).
Napęd samolotu stanowił zaprojektowany w warsztatach USAAC silnik Engineering Division W-18 o mocy 750 KM.
Rozpiętość skrzydeł samolotu wynosiła 54 stopy, długość 36 stóp i 9 cali, wysokość 12 stóp (16,45 × 11,20 x 3,65 m), a powierzchnia skrzydeł wynosiła 851 stóp kwadratowych (79,1 m²). Masa własna wynosiła 6469 funtów, a maksymalna masa startowa wynosiła do 8691 funtów (odpowiednio 2934 i 3942 kg). Prędkość maksymalna wynosiła 113 mil na godzinę (181 km/h), a prędkość przelotowa 100 mil na godzinę (160 km/h), zasięg maksymalny wynosił do 200 mil (360 km).
Uzbrojenie stanowiło jedno działko kalibru 37 mm i sześć karabinów maszynowych kalibru 7,62 mm. Działko i dwa karabiny maszynowe zamontowane były pod silnikiem i obsługiwane były przez przedniego strzelca który miał także do dyspozycji dwa karabiny maszynowe strzelające w dół i do tyłu.  Tylny strzelec obsługiwał podwójny karabin maszynowy, jego zadaniem była obrona samolotu przed atakami myśliwców. Dodatkowo samolot mógł być uzbrojony w 10 20-funtowych bomb przenoszonych pod skrzydłami.
Zbudowane samoloty otrzymały wojskowe numery seryjne 64235 i 64236 i numery fabryczne 410 i 411.

## Historia
Dwa samoloty zostały zamówione 20 grudnia 1920. Pierwszy samolot został zbudowany w 1921 według planów dostarczonych przez USAAC zanim jeszcze był dostępny planowany dla niego silnik i po ostatecznym powstaniu silnika musiał zostać częściowo przebudowany, pierwszy lot odbył się 18 grudnia 1921. Drugi samolot został zmodyfikowany przez Boeinga pod wpływem doświadczeń zebranych w lotach testowych pierwszej maszyny.
W raporcie z Air Intelligence Report z 1925 w rozdziale „Ground Attack Aviation” napisano, że „eksperyment jakim były opancerzone, ciężko uzbrojone maszyny typu GA nie powiódł się”. W raporcie stwierdzono, że opancerzenie uczyniło tylko samolot wolniejszym, a pancerz był łatwo przebijany przez pociski przeciwpancerne, oraz że skierowane w dół karabiny maszynowe były trudne w obsłudze i niecelne. Uznano, że lepszymi samolotami szturmowymi (bliskiego wsparcia) będą lżejsze i szybsze maszyny.
Pierwszy samolot został złomowany 21 lutego 1924, drugi około 1926.